# Мечтаният живот на ангелите
„Мечтаният живот на ангелите“ (на френски: La Vie rêvée des anges) е френски филм от 1998 година, драма на режисьора Ерик Зонка по негов собствен сценарий.
В центъра на сюжета са две млади жени в тежко материално положение, които живеят временно заедно в апартамента на изпаднало в кома семейство, а едната от тях се опитва да установи трайна връзка с местен плейбой. Главните роли се изпълняват от Елоди Буше, Наташа Рение, Грегоар Колен, Патрик Меркадо.
Буше и Рение получават Европейска филмова награда и награда на Фестивала в Кан за най-добра актриса и „Сезар“ съответно за най-добра актриса и най-добра дебютираща актриса. Филмът получава и награда „Сезар“ за най-добър филм и е номиниран в четири други категории, както и за „Златна палма“.